# Rétköz
A Rétköz Szabolcs-Szatmár-Bereg vármegye egyik kistája, a Tisza felső szakaszának szabolcsi mélyártere.
Helyi neve Rétség volt, amin elsősorban a Tisza közelében fekvő leginkább mocsaras területet értették. Főbb települései: Dombrád, Nagyhalász és Paszab voltak, azonban mára Ibrány vált a terület egyik legjelentősebb településévé.

## Fekvése
Szabolcs-Szatmár-Bereg vármegye északi részén, a Tisza felső szakaszán, a Lónyai-főcsatorna és a Tisza közt fekvő területen található.

## Leírása

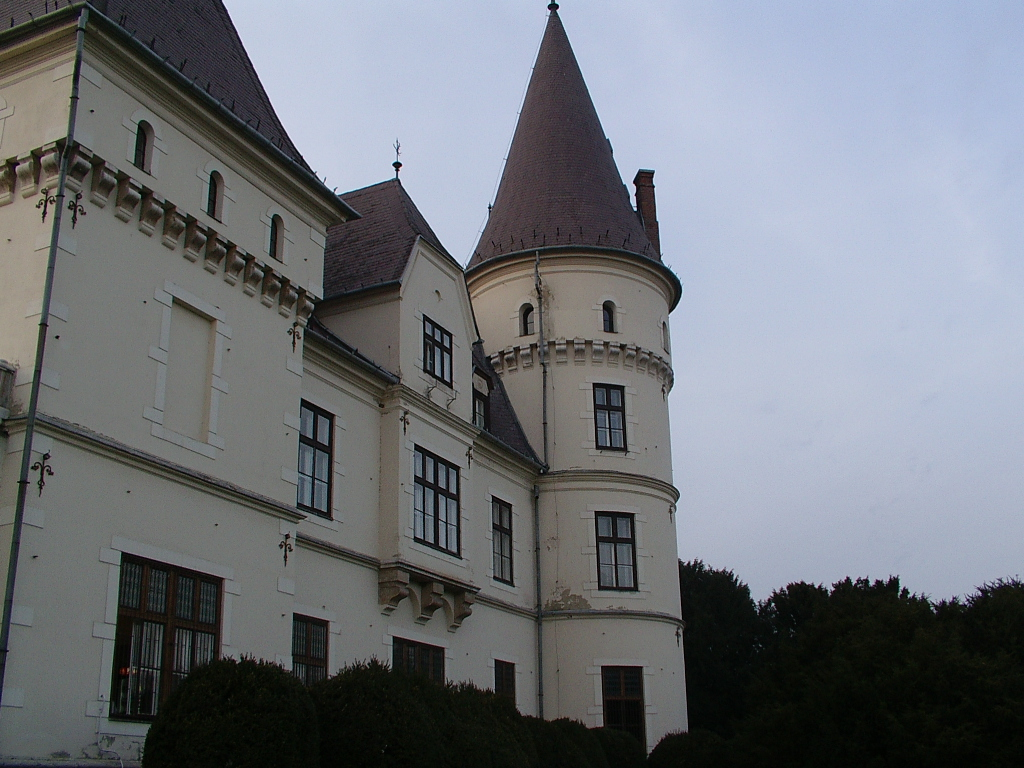
Tiszadob, Andrássy kastély

A Rétköz egykor a Tisza ártere volt, a 19. század közepéig, a folyószabályozások, lecsapolások előtt erdőkkel, tavakkal, rétekkel, lápokkal, kanyargó vízerekkel szabdalt kiterjedt lápvidék volt, mintegy 140 ezer holdon. E lápvidék felvette a Nyírség csapadékvizeit is.
A Rétköz települései: Ajak, Anarcs, Balsa, Beszterec, Buj, Demecser, Dombrád, Döge, Fényeslitke, Gégény, Győröcske, Ibrány, Kemecse, Kék, Kékcse, Kisvárda, Komoró, Kótaj, Nagyhalász, Nyírbogdány, Paszab, Pátroha, Tuzsér, Rétközberencs, Szabolcs, Szabolcsveresmart, Tiszabercel, Tiszabezdéd, Tiszadob, Tiszakanyár, Tiszatelek, Tiszarád, Újdombrád, Vasmegyer, Záhony.
A falvak a tájegység peremén és a belső szigeteken, homokhátakon, települtek meg, lakói a halászattal, csíkászattal, teknősbékafogással, nádvágással, sulyomszedéssel foglalkoztak, az állattenyésztésből és a lápból kiemelkedő homokszigeteket művelve földművelésből származó jövedelmük kiegészítéseként.
A mély fekvésű helyeit szinte egész évben víz borította, és az évszázadok alatt e vízzel borított területeken képződött tőzeges talajon zsombékos úszólápok, különleges hínárvegetáció alakult ki sajátos növény és állatvilággal.

## Kialakulása
A pleisztocén és a holocén határán keletkezett, az észak-alföldi fiatal peremsüllyedések közé tartozik. Az alapját a pannontábla, és az erre rárakódó hordalékkúp adta, melynek fejlődése a pleisztocén végéig egységesen történik a Nyírséggel és a Bodrogközzel.

## Lecsapolás
A Rétközt az 1880-as években csapolták le, vizét a Lónyai-főcsatorna vezette el. A környék lakossága ekkor tért át az intenzívebb gabona-, dohány-, káposzta- és burgonyatermelésre. A tájegység legjellemzőbb élőhelyei az ármentesítés és lecsapolás eredményeként kultúrtájjá változtak.
A Rétköz az alacsonyabb részeken mind a mai napig igen szép arányban őrzi természeti értékekben gazdag vizes élőhelyeit. Az egykori Rétköz emlékét az ősi patakmedrek, erek maradványai őrzik, mint a Szebecse, a Járat-ér, a Csenger, a Kis-Tisza patakok, melyek egykor behálózták a vidéket; ezeken át érkezett áradáskor a Tisza vize a területre, s apadáskor ezeken jutott vissza is a folyó medrébe, melyekből mára csupán néhány kilométernyi úgynevezett holt-szakasz maradt meg. A területet átszelő nagyrészt mesterséges Belfőcsatorna egyes részei is ezekben a medrekben folynak, különlegesen gazdag és értékes vízi- és élővilággal.
A megmaradt lápon végzett kutatások során fedezték fel többek között a Rétköz máig megmaradt utolsó úszólápját is, mely több hektáron terül el.

## Növényvilága
A növények közül máig él itt a védett békaliliom (Hottonia palustris), a lápi csalán (Urtica kioviensis), a mocsári lednek (Lathyrus palustris), a tőzegpáfrány (Thelypteris palustris), a mocsári kocsord (Peucedanum palustre), mocsári csillaghúr (Stellaria palustris), a ritka villás sás (Carex pseudocyperus), valamint a békalencsemoha (Ricciocarpus natans) is, melynek több eddig nem ismert állományát fedezték itt fel.
A nagyrészt a régi patakmedrek maradványait felhasználló, a lecsapolás után épített Belvízcsatorna gazdag élővilágához tartozik a védett sulyom (Trapa natans), rucaöröm (Salvinia natans), valamint a ritka kolokán (Stratiotes aloides) és a vízitök (Nuphar luteum) és a békatutaj (Hydrocharis morsus-ranae), a fehér tündérrózsa (Nymphaea alba), békaliliom (Hottonia palustris), nyílfű (Sagittaria sagittifolia) is.
Három védett orchideafaj is él e területen; a pompás kosbor (Orchis laxiflora subsp. elegans), a hússzínű ujjaskosbor (Dactylorrhiza incarnata), és a mocsári nőszőfű (Epipactis palustris), valamint a hatalmasra növő védett mocsári csorbóka (Sonchus palustris), és a gávai legelőn nemrégiben felfedezett védett hólyagos here (Trifolium vesiculosum) is, melyet sokáig kipusztult fajnak hittek.
A kistáj ritkább, de igen értékes élőhelyei közé tartoznak a szikesek, sajátos élővilágú szikes tavak, rétek is, melyek a felszín mélyedéseiben egyes helyeken a talajvíz mozgása és az erős kipárolgás miatt felhalmozódó só miatt alakultak ki. A szikes helyeket a tavaszi vízborítás idején rendkívül kedvelik a vonuló madarak, növényvilága is sótűrő fajokból áll. Több ritka faj, mint a sziki őszirózsa (Aster tripolium), az egérfarkfű (Myosurus minimus) és az árpasás (Carex hordeistichos), valamint a kisfészkű aszat (Cirsium brachycephalum) is megtalálható itt.
A Rétköz legelőin, rétjein máig él a rekettyefűz (Salix cinerea), nyári tőzike (Leucojum aestivum), Tisza-parti margitvirág (Leucanthemella serotina), mocsári lednek (Lathyrus palustris), macskahere (Phlomis tuberosa) is.
Ezenkívül él itt: hegyi pajzsika (Dryopteris expansa), gumós macskahere (Phlomis tuberosa), valamint bársonyos görvélyfű (Scrophularia scopolii) is.

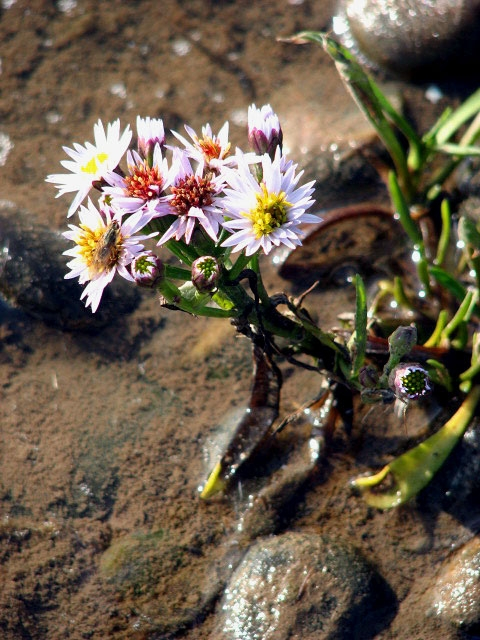
Sziki őszirózsa (Aster tripolium)
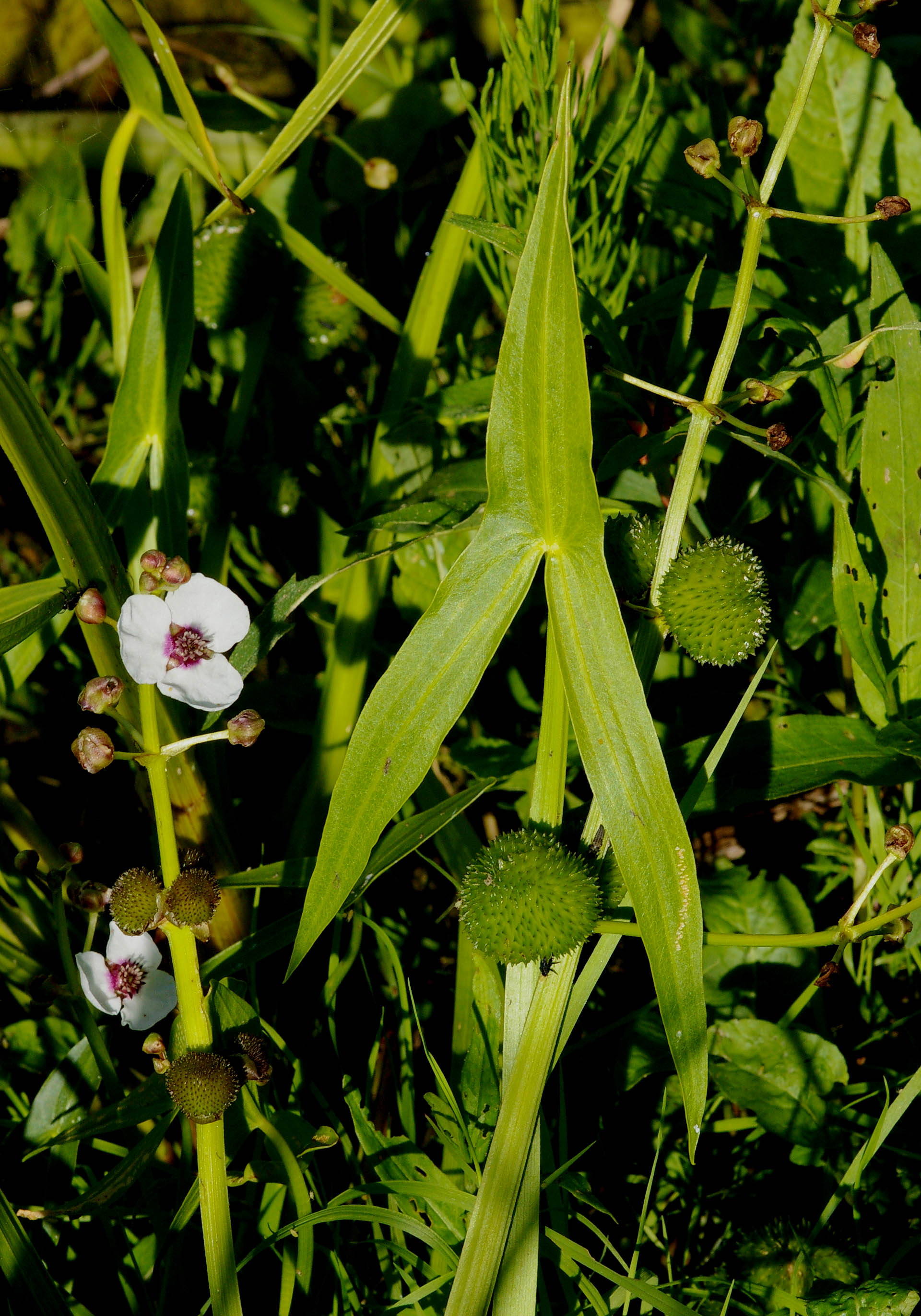
Nyílfű (Sagittaria sagittifolia)
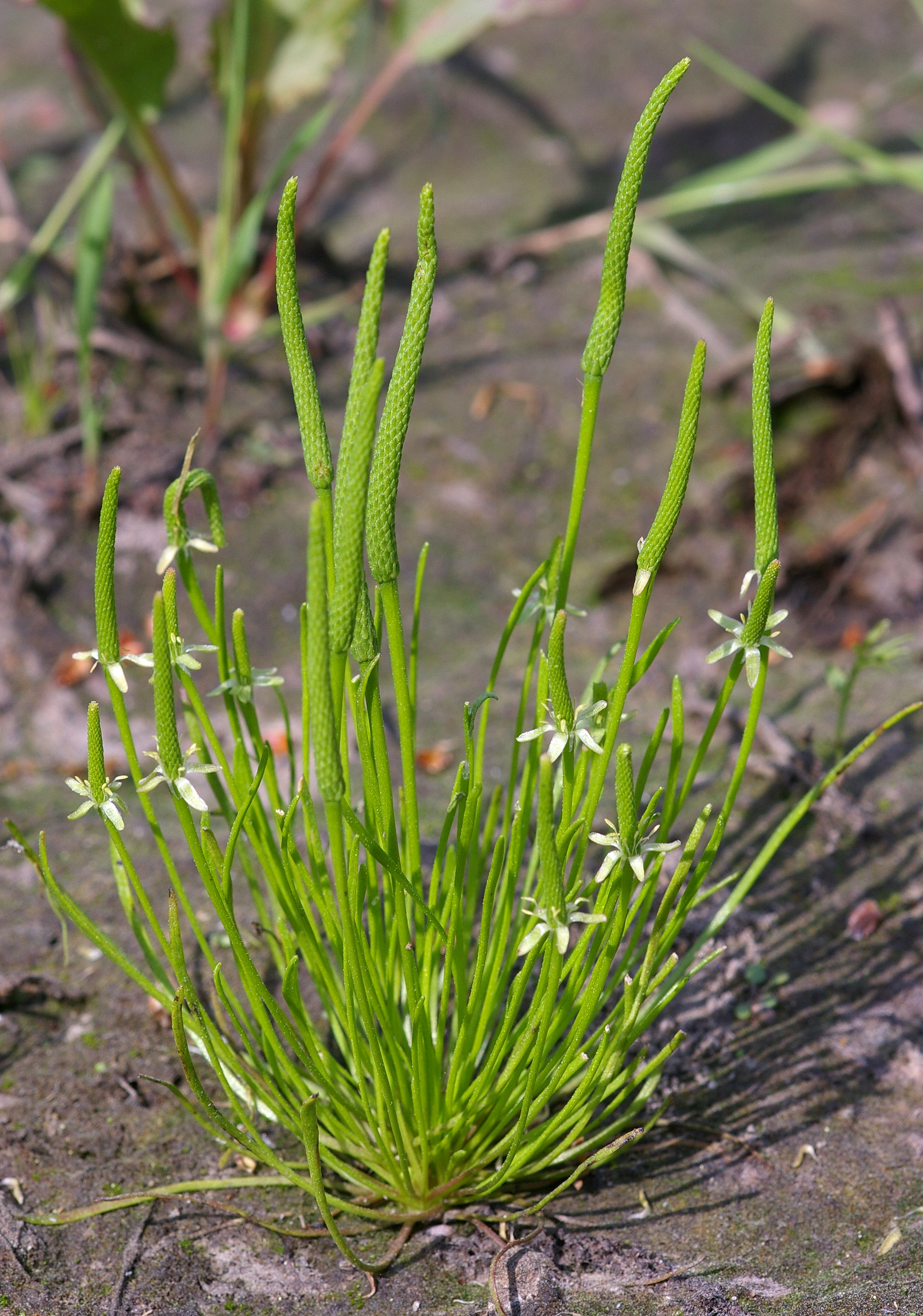
Egérfarkfű (Myosurus minimus)
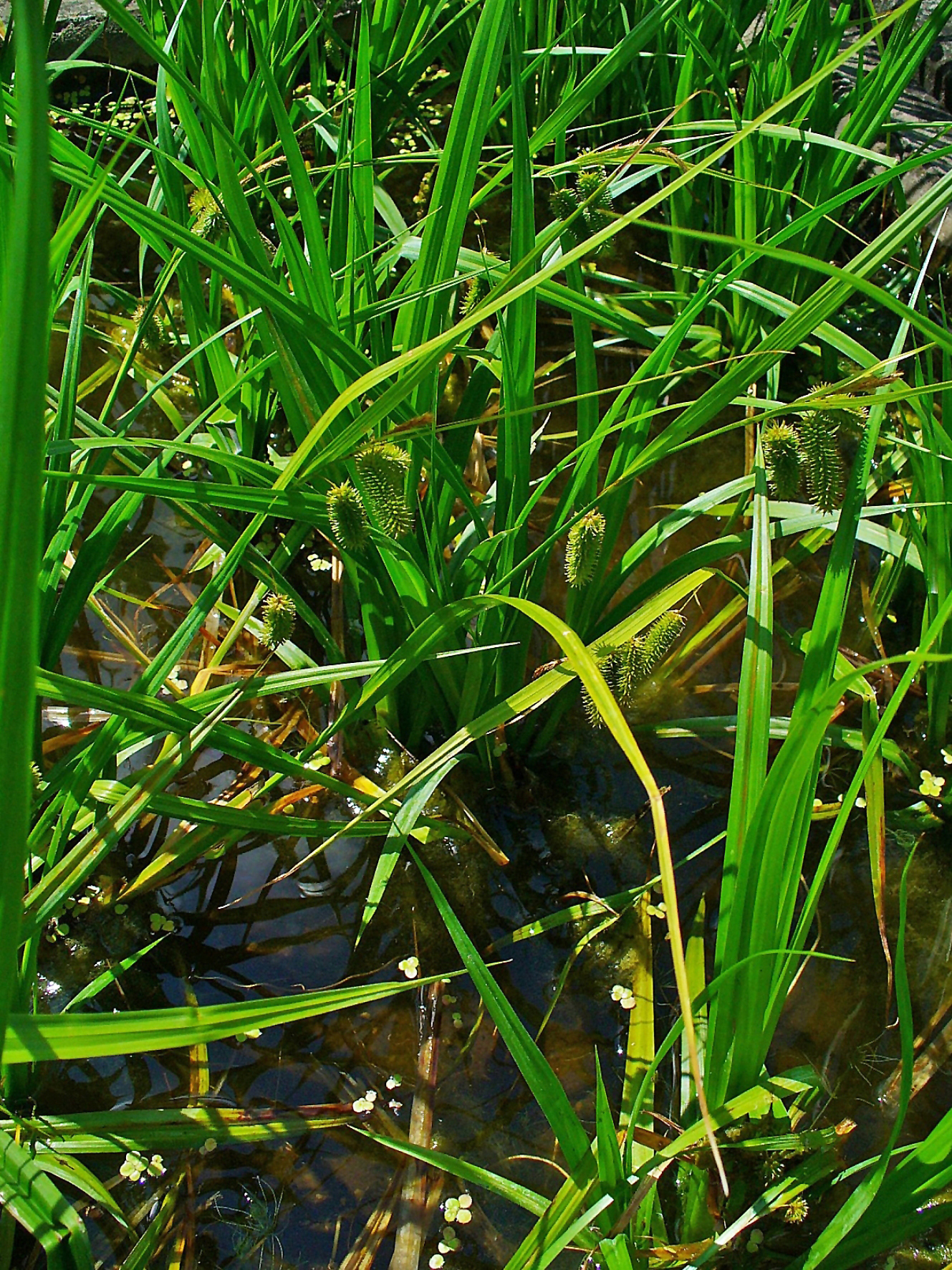
Villás sás (Carex pseudocyperus)
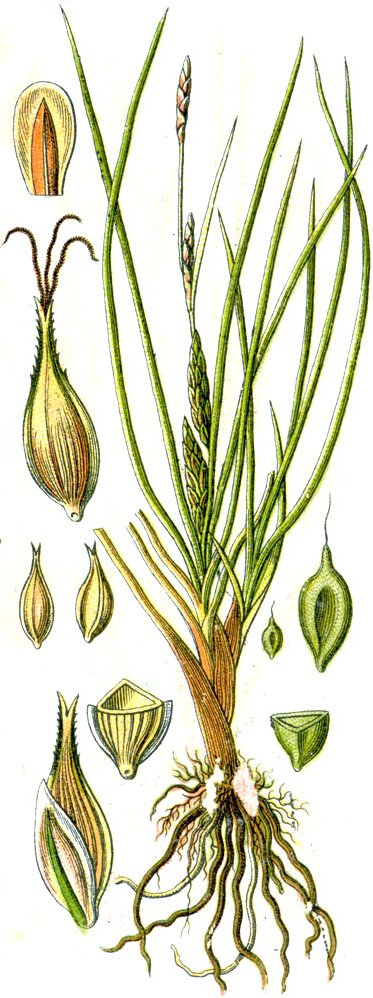
Árpasás (Carex hordeistichos)
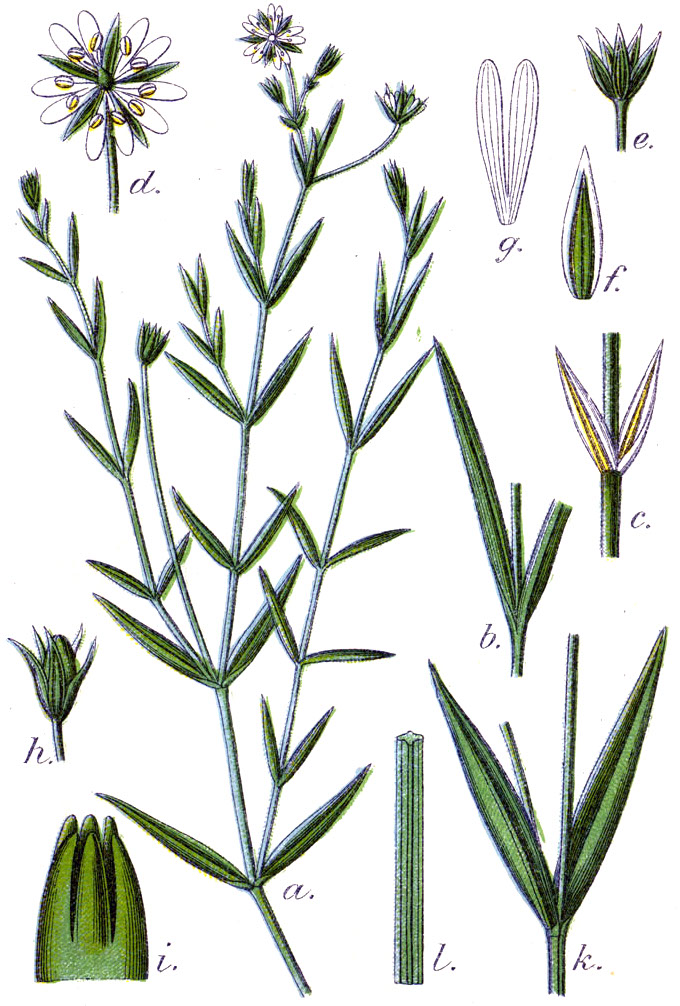
Mocsári csillaghúr (Stellaria palustris)
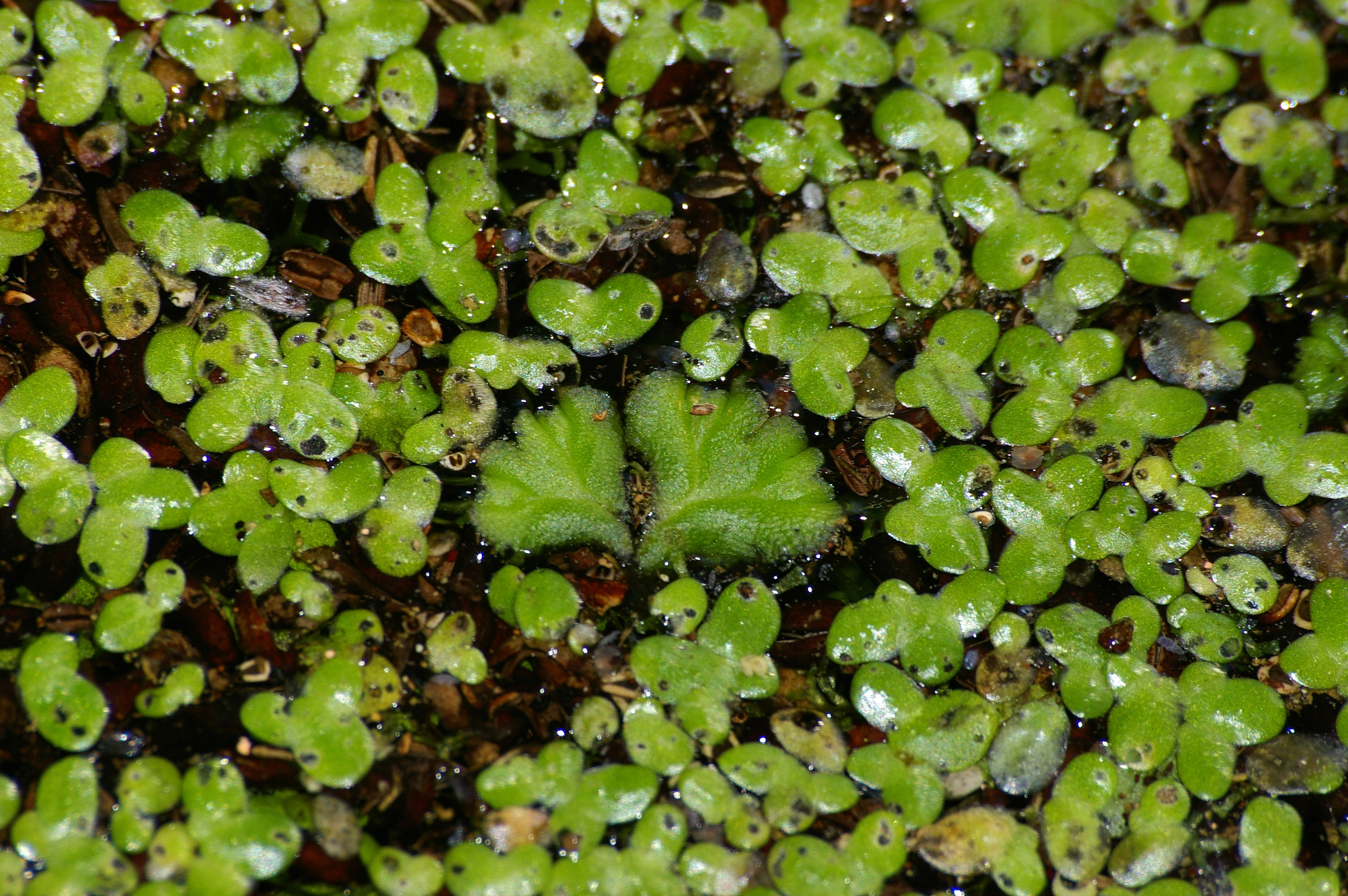
Békalencsemoha (Ricciocarpus natans)
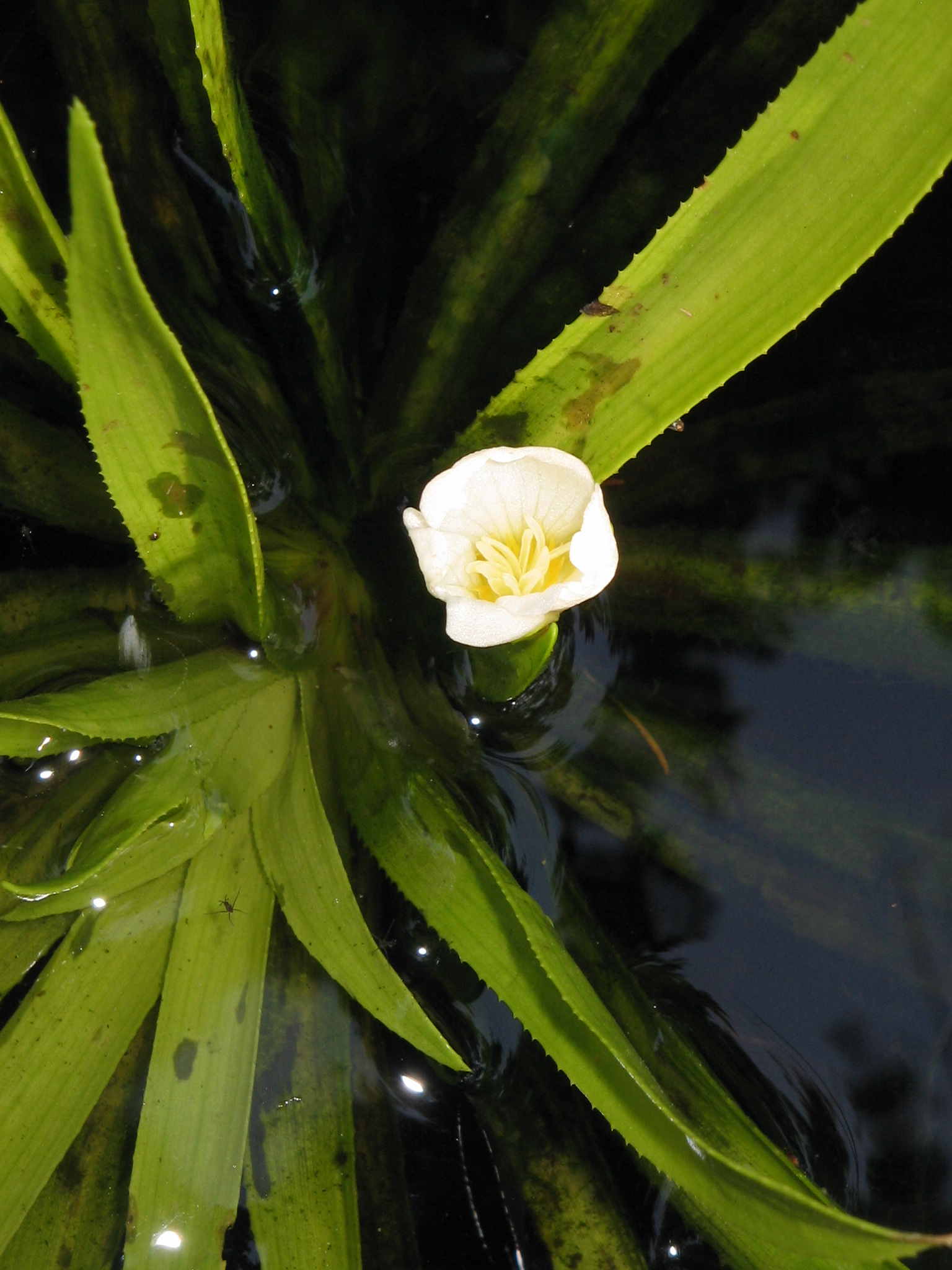
Kolokán (Stratiotes aloides)
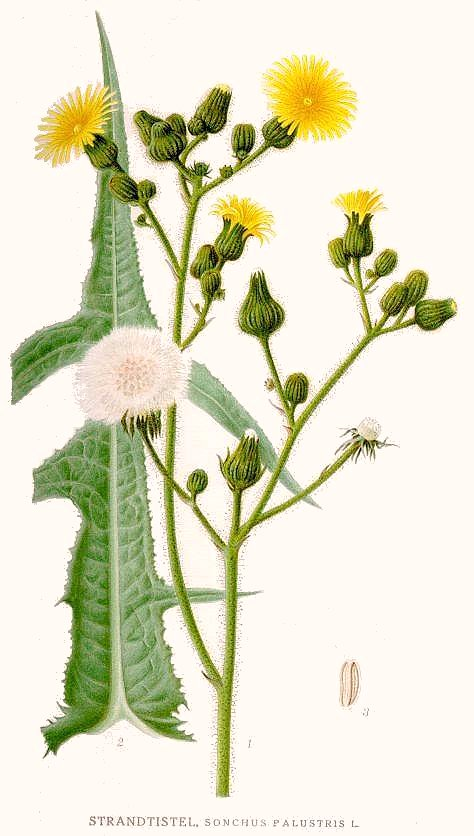
Mocsári csorbóka (Sonchus palustris)

## Állatvilága
vaddisznó, róka, nyest, vadmacska, őz, vidra(Lutra lutra), nagy fülemüle (Luscinia luscinia), partifecske (Riparia riparia), fehér gólya (Ciconia ciconia), fekete gólya (Ciconia nigra), kanalasgém (Platalea leucordia), szürke gém (Ardea cinerea), vörösgém (Ardea purpurea), nagy kócsag (Egretta alba), réti cankó (Tringa glareola), vízityúk (Gallinula chloropus), több denevérfaj, magyar bucó (Zingel zingel), német bucó (Zingel streber), mocsári teknős (Emys orbicularis), több béka faj; köztük a mocsári béka (Rana arvalis), tavi béka (Pelophylax ridibundus), kis tavibéka (Pelophylax lessonae), kecskebéka (Pelophylax esculentus), zöld levelibéka (Hyla arborea), barna varangy (Bufo bufo), barna ásóbéka (Pelobates fuscus), a lepkefélék sokasága, köztük: barna rétiaraszoló (Ematurga atomaria), rácsos rétiaraszoló (Semiothisa clathrata), bogáncslepke (Vanessa carui), rezedalepke (Pontia daplidice edusa), pókhálós lepke (Araschnia levana), a szitakötők közül a kisfoltos laposacsa (Libellula fulva), fehér pásztor (Orthetrum albistylum), vízipásztor (Orthetrum cancellatum), négyfoltos acsa (Libellula quadrimaculata), valamint a tiszavirág (Polingenia longicauda), pattanóbogár (Ampedus sanguineus).

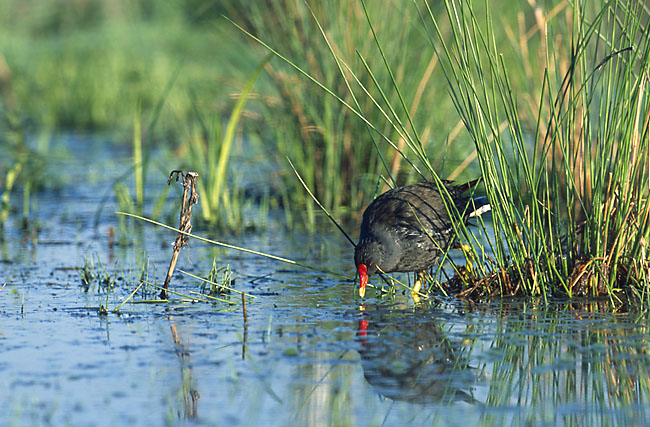
vizityúk (Gallinula chloropus)
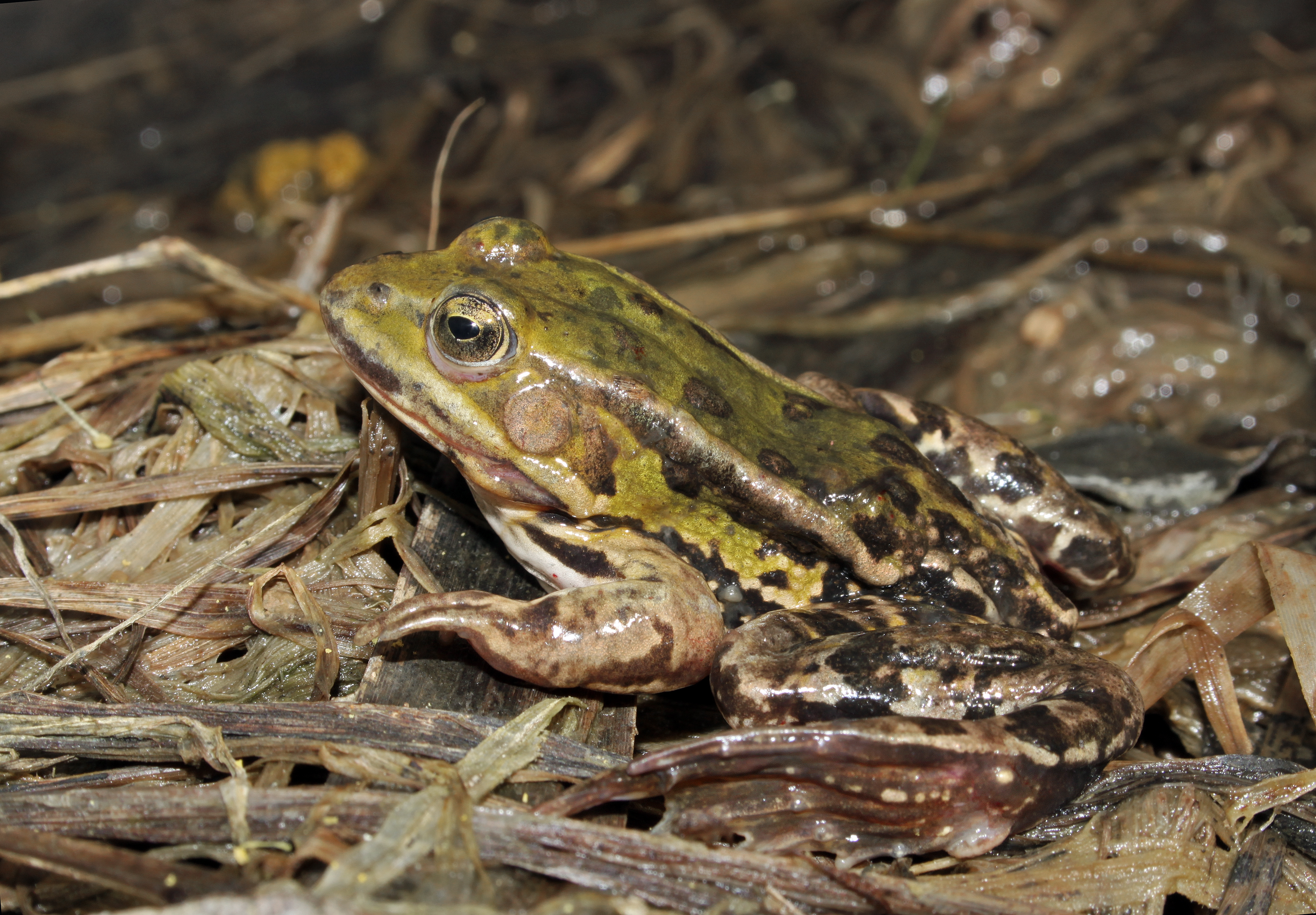
kis tavi béka (Phelophylax lessonae)
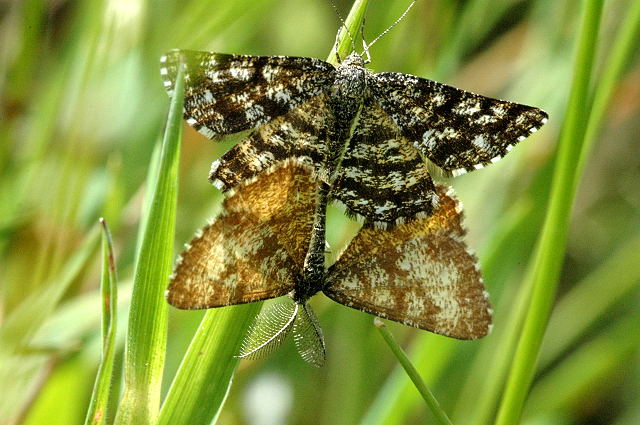
barna rétiaraszoló (Ematurga atomaria)
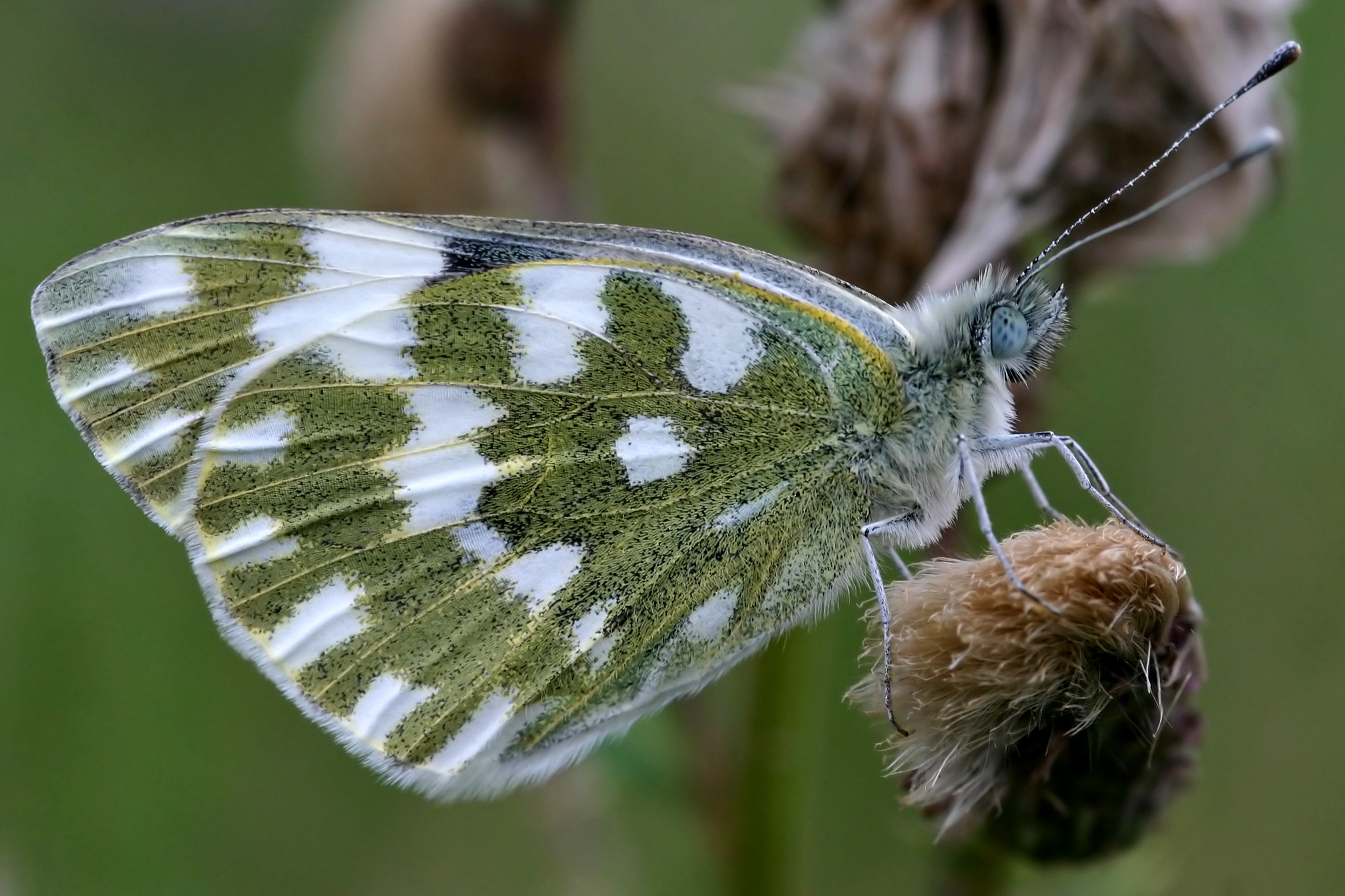
rezedalepke (Pontia daplidice edusa)
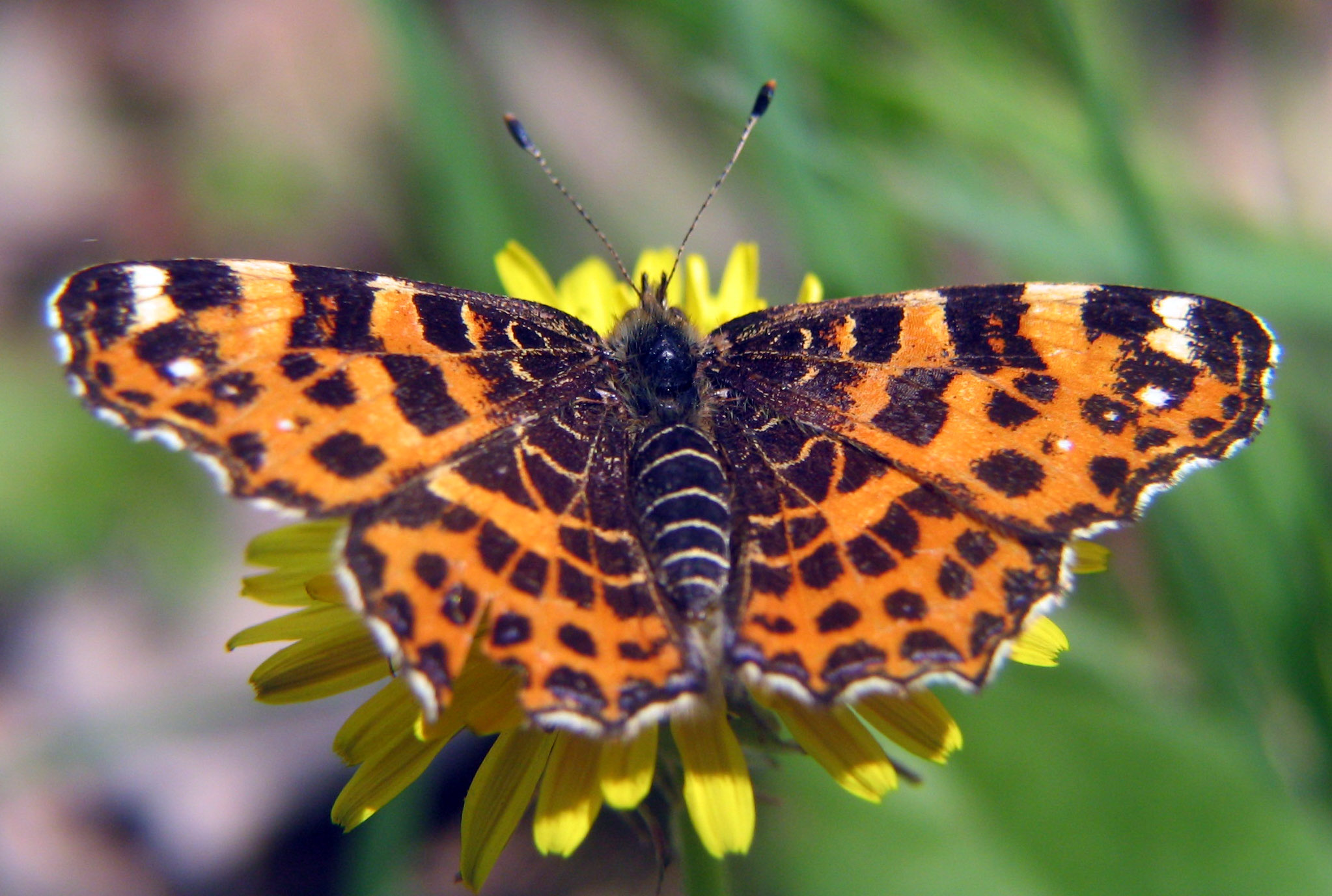
pókhálós lepke (Araschnia levana)
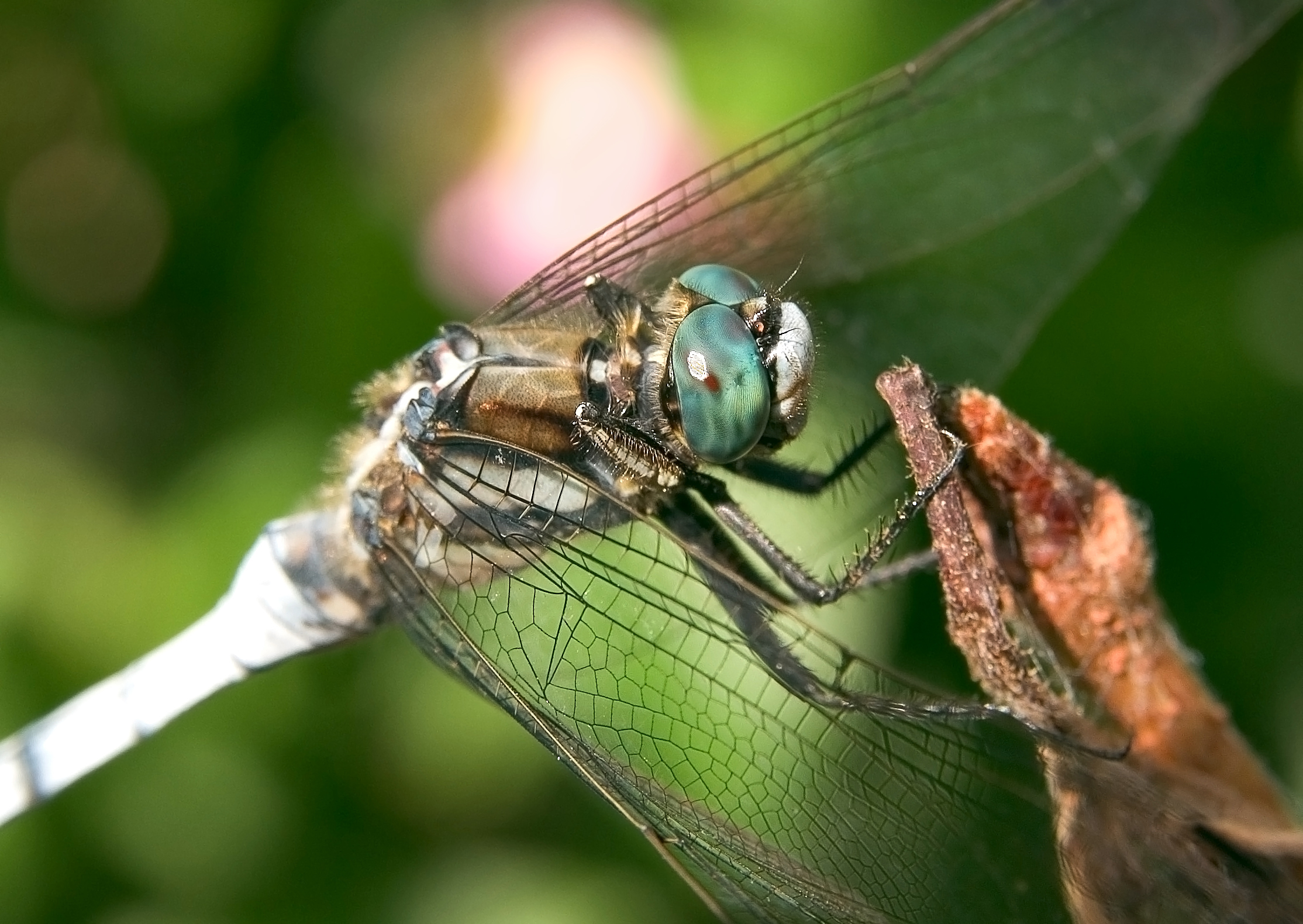
fehér pásztor (Orthetrum albistylum)

## Ipartörténeti emlékei

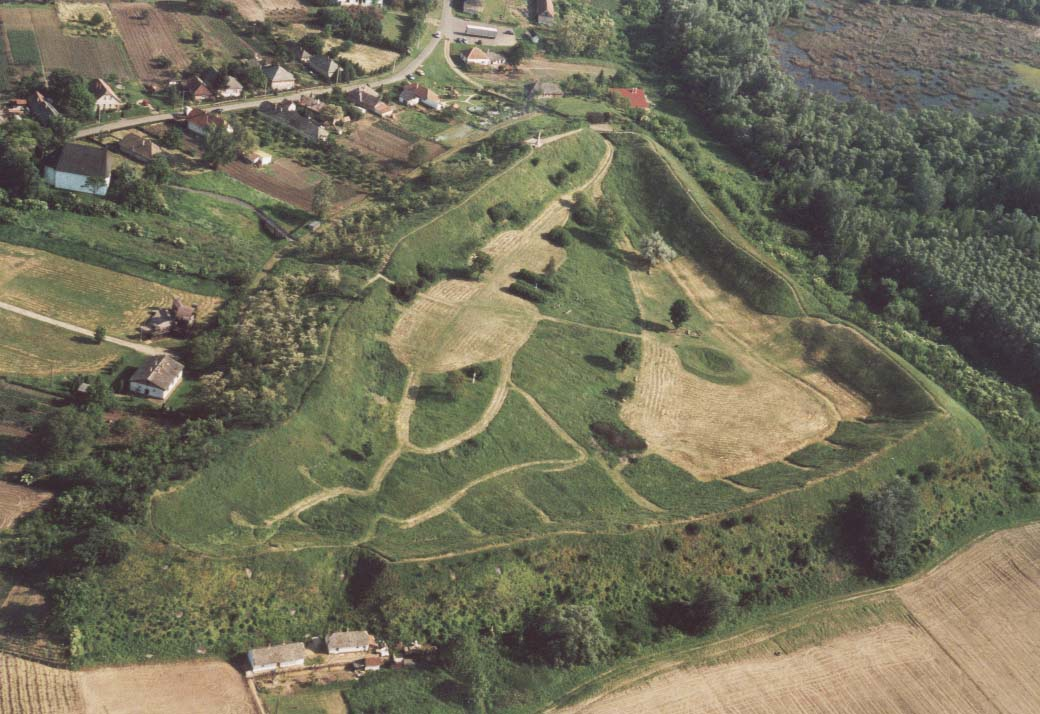
Szabolcsi földvár

- Tiszaberceli szivattyútelep
- Rétközi kisvasút

## Nevezetességek
- Kunhalmok - A Rétköz nyugati részén emelkednek az úgynevezett kunhalmok (kurgánok) is, melyek közül külön említést érdemel a 12 méter magas ibrányi Fekete-halom, melyet Kr. e. 2-3000 körül emeltek, de több más kurgán is található a tájegység területén.
- Rétközi múzeum, Kisvárda
- Szabolcsi földvár
- Paszabi szőttes

## Külső hivatkozások
- A Rétköz állat- és növényvilága
- Természeti értékek a Rétközben
- - videó a Rétközről (francia nyelven)